# Сорневиль
Сорневи́ль (фр. Sornéville) — коммуна во французском департаменте Мёрт и Мозель, региона Лотарингия. Относится к  кантону Сешам.

## География
Сорневиль расположен в 19 км к востоку от Нанси. Соседние коммуны: Монсель-сюр-Сей на севере, Мазерюль на северо-западе.

## Демография
Население коммуны на 2010 год составляло 366 человек.
| 1962 | 1968 | 1975 | 1982 | 1990 | 1999 | 2010 |
| ---- | ---- | ---- | ---- | ---- | ---- | ---- |
| 225  | 230  | 220  | 224  | 245  | 253  | 366  |